# Route 105 (Nouveau-Brunswick)
Pour les articles homonymes, voir Route 105.
La route 105 est une route secondaire du Nouveau-Brunswick suivant la rive nord-est du fleuve Saint-Jean. Longue de 307 km (191 mi), elle est l'une des plus longues routes secondaires de la province.

## Description du tracé
La route 105 débute à Youngs Cove à l'intersection avec la route 10. Elle suit la rive du Lac Grand sur 27 km (17 mi). À Jemseg, la route prend fin une première fois à l'échangeur avec la route 2. Un tronçon d'environ 6 km (3,7 mi) a été déclassé et la route forme un multiplex avec la route 2 entre les sorties 339 et 333. Elle quitte le tracé de la route 2 et suit la rive est du fleuve Saint-Jean sur 45 km (28 mi). 

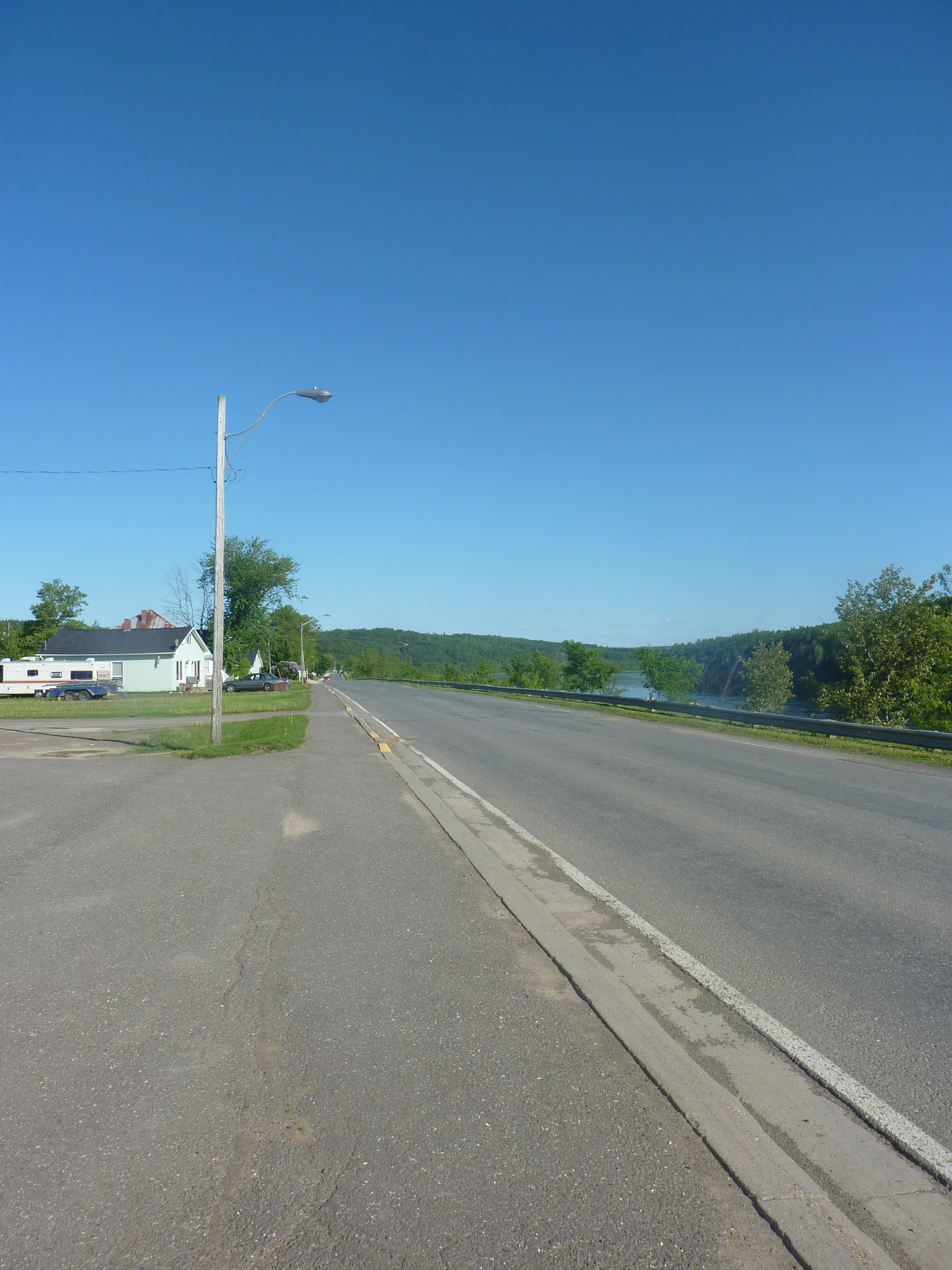
La route 105 à Bath près de la jonction avec la route 565, avec, en arrière-plan, le fleuve Saint-Jean.

La route atteint Fredericton et forme un très court multiplex avec la route 8. Elle traverse le nord de la ville en s'éloignant un peu du fleuve. Elle le retrouve non-loin et le suit jusqu'au Parc provincial Mactaquac. Elle forme la limite de celui-ci et reprend son trajet en longeant le fleuve. Elle se dirige vers le sud-ouest, puis, bifurque vers le nord-ouest. À Nackawic, elle bifurque vers le sud sur une courte distance avant de reprendre son trajet vers le nord-ouest. 
Elle longe de très près le fleuve, toujours sur sa rive est, en se dirigeant vers l'ouest, puis, dans la Paroisse de Northampton, elle bifurque vers le nord. Elle passe près de Woodstock, mais se trouve de l'autre côté du fleuve, par rapport à la ville. La route 105 continue vers le nord en passant par Hartland et y croise la route 130. Elle la croise à nouveau à Florenceville-Bristol. La route passe ensuite par Bath avant de poursuivre vers le nord en longeant le fleuve sur 130 km (81 mi) en croisant peu de secteurs développés.
Elle atteint la région de Perth-Andover et la Réserve de Tobique. Elle traverse cette dernière et continue son trajet vers le nord jusqu'à ce qu'elle atteigne Grand-Sault. C'est là qu'elle prend fin, à la jonction avec la route 108.

## Histoire
La route 105 fut numérotée ainsi en 1965. À l'origine, entre Fredericton et Hartland, la route était numérotée route 21. Lorsque le pont de la route 2 à Florenceville-Bristol fut construit en 1968, une partie du tracé de cette route fut déplacé de l'autre côté du fleuve Saint-Jean, ce qui prolongea la route 105 vers le nord, jusqu'à la hauteur de Perth-Andover. Elle fut par la suite prolongée à nouveau vers le nord jusqu'à Grand-Sault en 1984, remplaçant ainsi l'ancienne route 125.
Lorsque la nouvelle section de la route 2 fut construite en 2001, la route 105 fut prolongée vers l'est jusqu'à Youngs Cove.

## Intersections majeures
| Comté                                                           | Ville                 | km     | Destinations                                                               | Notes |
| --------------------------------------------------------------- | --------------------- | ------ | -------------------------------------------------------------------------- | --- |
| Queens                                                          | Youngs Cove           | 0,00   | NB-10 – Chipman, Sussex                                                    | La NB-105 sud devient la NB-10 est                                                                                               |
| Queens                                                          | Mill Cove             | 13,00  | Chemin Mill Cove vers NB-2 – Fredericton, Moncton                          | |
| Queens                                                          | Arcadia               | 25,80  | NB-695 sud (Promenade Lac Grand) vers NB-2 / NB-715 – Fredericton, Moncton | Terminus nord de la NB-695; sortie 339 de la NB-2                                                                                |
| Queens                                                          | Arcadia               | 25,80  | Fin de la numérotation de la NB-105; lien assuré par la NB-2               | |
| Queens                                                          | Jemseg                | 26,80  | Traverse la rivière Jemseg                                                 | Traverse la rivière Jemseg |
| Queens                                                          | Jemseg                | 31,50  | Recommencement de la numérotation de la NB-105; lien assuré par la NB-2    | Recommencement de la numérotation de la NB-105; lien assuré par la NB-2                                                          |
| Queens                                                          | Jemseg                | 31,50  | NB-2 est – Moncton                                                         | Sortie 333 de la NB-2; pas d'entrée vers NB-2 ouest                                                                              |
| Sunbury                                                         | Sheffield             | 43,70  | NB-690 est – Grand Lake                                                    | Terminus ouest de la NB-690 |
| Sunbury                                                         | Burton                | 56,90  | Vers NB-102 / NB-7 – Oromocto, Arcadia                                     | Échangeur |
| York                                                            | Barkers Point         | 73,00  | NB-8 sud vers NB-2 / NB-7                                                  | Terminus sud du multiplex avec la NB-8; échangeur                                                                                |
| York                                                            | Barkers Point         | 73,10  | NB-8 nord vers NB-10 – Miramichi, Minto                                    | Terminus nord du multiplex avec la NB-8                                                                                          |
| York                                                            | Fredericton           | 76,80  | NB-148 nord vers NB-8 – Miramichi                                          | Indication en direction sud; terminus sud de la NB-148                                                                           |
| York                                                            | Fredericton           | 76,80  | Vers NB-105 nord                                                           | Indication en direction nord |
| York                                                            | Fredericton           | 78,40  | Passage Two Nations vers NB-148 / NB-8 – Miramichi                         | Carrefour giratoire |
| York                                                            | Fredericton           | 79,70  | Promenade Brookside                                                        | Carrefour giratoire |
| York                                                            | Fredericton           | 81,00  | NB-620 nord (Chemin Royal) – Nashwaak                                      | Terminus sud de la NB-620; échangeur                                                                                             |
| York                                                            | Keswick               | 94,30  | NB-104 nord – Burtts Corner, Nackawic-Millville                            | Terminus sud de la NB-104 |
| York                                                            | McKeens Corner        | 98,30  | NB-616 nord                                                                | Terminus sud de la NB-616 |
| York                                                            | McKeens Corner        | 100,40 | Chemin Mactaquac vers NB-102 / NB-2 – Edmundston                           | |
| York                                                            | Mactaquac             | 103,50 | NB-615 nord – Scotch Lake, Scotch Settlement                               | Terminus sud de la NB-615 |
| York                                                            | Upper Queensbury      | 139,90 | NB-610 est                                                                 | Terminus ouest de la NB-610 |
| York                                                            | Nackawic-Millville    | 143,70 | NB-605 nord – Nackawic-Millville                                           | Terminus sud de la NB-605 |
| York                                                            | Southampton           | 148,80 | Chemin Hawkshaw Bridge vers NB-2                                           | Pas d'indications en direction sud                                                                                               |
| Carleton                                                        | Woodstock             | 189,20 | NB-585 – Woodstock, Nackawic-Millville                                     | |
| Carleton                                                        | Hartland              | 205,80 | NB-575 est (Chemin de Cloverdale) – Cloverdale                             | Terminus ouest de la NB-575 |
| Carleton                                                        | Hartland              | 207,30 | Chemin Hartland Hill Bridge vers NB-103                                    | Pont couvert de Hartland |
| Carleton                                                        | Hartland              | 208,60 | NB-130 vers NB-2 – Florenceville-Bristol, Fredericton, Edmundston          | Échangeur |
| Carleton                                                        | Florenceville-Bristol | 226,00 | NB-130 vers NB-2 – Perth-Andover, Hartland                                 | Échangeur |
| Carleton                                                        | Florenceville-Bristol | 230,10 | NB-107 est (Chemin de Juniper) – Juniper                                   | Terminus ouest de la NB-107 |
| Carleton                                                        | Bath                  | 235,70 | NB-565 nord (Mechanic Road) – Johnville                                    | Terminus sud de la NB-565 |
| Carleton                                                        | Haut-Kent             | 246,00 | NB-565 sud – Holmesville                                                   | Terminus nord de la NB-565 |
| Victoria                                                        | Perth-Andover         | 266,00 | NB-109 ouest                                                               | Terminus sud du multiplex avec la NB-109                                                                                         |
| Victoria                                                        | Perth-Andover         | 266,50 | NB-109 est (Chemin Golch) – Tobique Valley                                 | Terminus nord du multiplex avec la NB-109; pas d'accès depuis NB-109 ouest vers NB-105 nord ou depuis NB-105 sud vers NB-109 est |
| Victoria                                                        | Tilley                | 273,80 | NB-390 est – Tobique Valley                                                | Terminus ouest de la NB-390 |
| Victoria                                                        | New Denmark           | 291,50 | NB-380 est – New Denmark, Lake Edward                                      | Terminus ouest de la NB-380 |
| Victoria                                                        | Grand-Sault           | 307,00 | NB-108 (Chemin Tobique) – Grand-Sault, Tobique Valley                      | |
| - Terminus de multiplex - Accès incomplet - Transition de route |                       |        |                                                                            | |